# Dicranota (Rhaphidolabis) lacteipennis
Dicranota (Rhaphidolabis) lacteipennis is een tweevleugelige uit de familie Pediciidae. De soort komt voor in het Oriëntaals gebied.